# Золкин, Александр Викторович
Александр Викторович Золкин (р. 17 сентября 1964, Москва, Россия) — российский боксёр-профессионал, выступавший в тяжёлой весовой категории. Чемпион Спартакиады народов СССР (1986). Чемпион Северной Америки по версии NABF (1995). Бывший претендент на титул чемпиона мира.

## Любительская карьера
Золкин начал заниматься боксом в возрасте 15 лет. Тренировался у Юрия Матулевича-Ильичева. Чемпион Спартакиады народов СССР 1986 года, дважды был призёром чемпионатов СССР. На любительском ринге провел 180 боев и одержал 165 побед.

## Профессиональная карьера
Дебютировал в мае 1990 года.
В апреле 1992 года победил техническим нокаутом в 10 раунде Рикки Парки.
В июне 1992 года победил единогласным решением судей Дэвида Джако.
В октябре в 1992 года победил единогласным решением судей Джеймса Тиллиса.
В феврале 1993 года проиграл единогласным решением судей Тони Таббсу.
В августе 1993 года проиграл раздельным решением судей Майку Хантеру.
В декабре 1993 года победил техническим нокаутом во 2-м раунде Джерри Джонса.
В июле 1994 года победил техническим нокаутом в 7-м раунде Карла Уильямса.
В декабре 1994 года состоялся реванш Хантера и Золкина. Золкин победил раздельным решением судей.
В марте 1995 года в бою за вакантный титул NABF встретился с Рокки Пепели. Золкин победил техническим нокаутом в 3 раунде.
В июне 1995 года он в 9-м раунде нокаутировал Берта Купера.
В августе 1995 года Золкин во 2-м раз встретился с Тони Таббсом. На этот раз решением большинства судей победил Золкин.
В ноябре 1996 года Золкин вышел на бой против чемпиона мира в тяжёлом весе по версии WBO Генри Акинванде. В 4-м раунде Акинванде отправил Золкина в нокдаун и сумел рассечь ему бровь. Тем не менее Золкин продолжил бой и затем несколько выровнял ход матча, однако в 10-м раунде бой был остановлен из за рассечения у Золкина. Акинванде победил техническим нокаутом в 10 раунде.
В январе 2001 года россиянин свёл бой в ничью с Элисьером Кастильо. После этого он покинул ринг.

## Тренерская карьера
С 2019 года тренирует олимпийского чемпиона Евгения Тищенко и привел его к титулу WBC Inter-Continental